# Greppelrusjeskokermot
De greppelrusjeskokermot (Coleophora lassella) is een vlinder uit de familie kokermotten (Coleophoridae). De wetenschappelijke naam is voor het eerst geldig gepubliceerd in 1859 door Staudinger.
De soort komt voor in Europa.